# Paraxenos duryi
Paraxenos duryi är en insektsart som först beskrevs av Pierce 1908.  Paraxenos duryi ingår i släktet Paraxenos och familjen stekelvridvingar. Inga underarter finns listade i Catalogue of Life.